# Pseudotyrannochthonius australiensis
Pseudotyrannochthonius australiensis är en spindeldjursart som beskrevs av Beier 1966. Pseudotyrannochthonius australiensis ingår i släktet Pseudotyrannochthonius och familjen käkklokrypare. Inga underarter finns listade i Catalogue of Life.